# Pseudcupedora trezonana
Pseudcupedora trezonana är en snäckart som beskrevs av Alan Solem 1992. Pseudcupedora trezonana ingår i släktet Pseudcupedora och familjen Camaenidae. Inga underarter finns listade i Catalogue of Life.